# Amorphophallus angolensis
Amorphophallus angolensis är en kallaväxtart som först beskrevs av Friedrich Welwitsch och Heinrich Wilhelm Schott, och fick sitt nu gällande namn av Nicholas Edward Brown. Amorphophallus angolensis ingår i släktet Amorphophallus och familjen kallaväxter.

## Underarter
Arten delas in i följande underarter:
- A. a. angolensis
- A. a. maculatus